# El Viso (Madrid)
El Viso és un barri del districte de Chamartín, a la zona nord-est de la ciutat de Madrid. Fou una colònia industrial construïda durant el període 1933-1936 i dissenyada per l'arquitecte de la generació del 25 Rafael Bergamín (amb l'ajuda del seu nebot, el també poeta Luis Felipe Vivanco). La colònia constitueix un exemple del racionalisme madrileny (de la mateixa manera que alguns edificis de les Facultats de la Ciutat Universitària). Es compon de cases unifamiliars de dos pisos que foren habitades per alguns dels intel·lectuals de l'època. Limita al nord amb Hispanoamérica (Chamartín), al sud amb Castellana (Salamanca), a l'est amb Ciudad Jardín i Prosperidad, i a l'oest amb Ríos Rosas i Cuatro Caminos (Tetuán).

## Història
Abans de la construcció de la mateixa casa Bergamín, dissenyà la Casa del Marqués de Villora. El 1933, ja en plena Segona República i a l'empara de la Llei de Cases Econòmiques, Bergamín decidi construir la colònia en uns terrenys pròxims a la Colonia de Casas Baratas Iturbe, en els Altos del Hipódromo (fent referència a l'Hipòdrom de la Castellana). La idea inicial era dissenyar un complex residencial de xalets i habitatges baixes sota la denominació Cooperativa de casas económicas El Viso. Inspirat en les obres de l'arquitecte Adolf Loos. Quan es construïren les cases, la colònia es trobava allunyada del nucli de població de Madrid. Alhora també era una de les cotes més elevades de la ciutat, i per això el seu nom. En els anys quaranta fou quan l'eixample de Madrid inclogué la colònia en l'interior de la ciutat, deixant de ser una zona perifèrica. L'eix d'expansió cap al Nord de la Castellana provocà que la colònia fos inclosa finalment en la ciutat.